# Waldo Frank

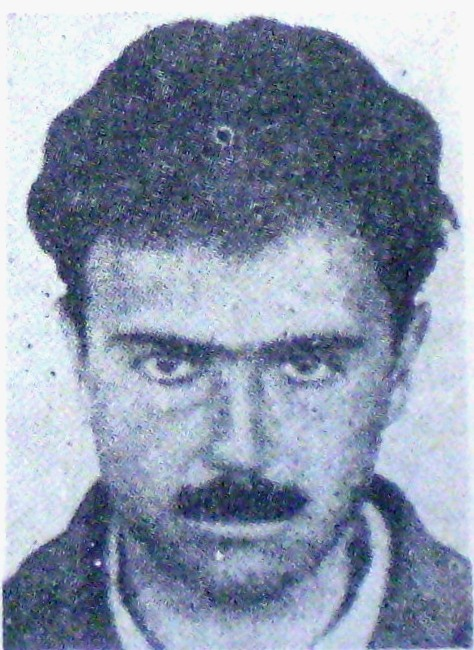
Waldo Frank

Waldo David Frank (* 25. August 1889 in Long Branch, New Jersey; † 9. Januar 1967 in White Plains, New York) war ein US-amerikanischer Schriftsteller und Soziologe jüdischer Herkunft. Während er mit erzählender Prosa scheiterte, nahm er als Essayist manche Erkenntnisse von Kultur- und Technikkritikern wie D. H. Lawrence, Lewis Mumford und Herbert Marcuse vorweg. Einst zu den herausragenden Intellektuellen Nordamerikas gezählt, geriet er nach dem Zweiten Weltkrieg in Vergessenheit. Lediglich in Lateinamerika werden seine Bücher heute noch gelesen.

## Leben und Werk
Franks Eltern waren wohlhabend genug, um ihren ungewöhnlich intelligenten und belesenen Sohn, nach einigen Jahren Highschool, auf ein Internat in Lausanne/Schweiz zu schicken. Er beendete seine Ausbildung 1911 mit einem M.A. in Yale.
Er schrieb für verschiedene Zeitschriften, darunter Seven Art; ab 1925 auch für die New Republic und den New Yorker. Sein Romandebüt gab er 1917 mit The Unwelcome Man, dessen „Held“ vom Selbstmord Abstand nimmt, als ihm aufgeht, in geistiger Hinsicht sei er ja bereits tot. Der Erstling verrät Einflüsse von Walt Whitman und Ralph Waldo Emerson. Franks Weltsicht braute sich in einem Tiegel aus Sigmund Freud, Karl Marx, Spinoza, fernöstlicher Mystik und nordamerikanischem Transzendentalismus zusammen. „Er ist überzeugt, viele irdische Probleme lösten sich, wenn jeder Einzelne zu einer Übereinstimmung mit dem Kosmos fände.“ Zur Kennzeichnung dieses eher vagen Rettungsplanes habe Frank, schrieb Edward Paynter, ausdrücklich den Begriff „Unanismus“ des französischen Schriftstellers Jules Romains entlehnt.
Nachdem er mit mehreren Romanen wenig Beachtung gefunden hatte, wandte sich Frank um 1925 von der Belletristik ab, um sie erst in den 1950er Jahren wieder aufzugreifen, aber auch dann mit dürftigem Echo. Neben Artikeln schrieb er jetzt Studien und Reiseschilderungen. Für Paynter war das erzählerische Scheitern bei einem „unanimistischen“ Konzept notwendig programmiert, da dann die schablonenhaften Individuen lediglich als Erfüllungsgehilfen jener sozialen oder gar kosmischen Wesenheiten fungierten, die in unanimistischer Sicht das organische Leben ausmachten. Das Konzept tauge vielleicht für prophetische Gedichte; den Romancier verurteile es jedoch zur Serienproduktion fragwürdiger philosophischer Räuberpistolen („philosophically dubious potboilers“). Dagegen habe es Franks essayistisches Schreiben kaum beeinträchtigen können.
Franks durchaus bemerkenswerte „histories“ kreisten durchweg um die Frage, ob Amerika oder „der Westen“ die geeignete Bühne sei, sich der schlechten Mitgift der Geschichte zu entledigen. Es ging Frank vor allem um die Überwindung der Vergöttlichung der Maschine und deren entfremdenden und auch sonst verheerenden Auswirkungen. Er sah den betäubenden Rhythmus „der Maschine“ selbst in Baseball und Jazz verkörpert. Setzte er eher auf Indianer und Neger, übersah er, dass sie gleichfalls gern frenetisch tanzten. Allerdings wimmelten seine Betrachtungen des „industriellen Dschungels“ von Widersprüchen, meinte Paynter. Das sei wenig erstaunlich angesichts der widerstreitenden Tendenzen, die den Autor gebeutelt hätten: gegen die Welt, mit ihr kämpfend; weg von der Welt, in geistige Regionen flüchtend.

### Kleine Maschinen, großer Ruhm
Franks Untersuchung spanischer Kultur Virgian Spain von 1926 brachte ihm zumindest in Lateinamerika viel Beifall ein.
Um 1930 lernte Frank das südliche Amerika auch leibhaftig, als Reisender kennen, zudem die Sowjetunion, was entsprechende Veröffentlichungen nach sich zog. In diesen Jahren war er verstärkt politisch aktiv; er beteiligte sich an diversen Protestveranstaltungen und Konferenzen, verständigte sich mit prominenten Kollegen wie Sherwood Anderson und Theodore Dreiser, unterstützte Parlamentskandidaten der Kommunistischen Partei. Auf einer erneuten Lateinamerikareise, bei der Frank gutbesuchte Vorträge hielt, machte er in Argentinien den Fehler, den nazifreundlichen Regierungskurs zu kritisieren, worauf er zur unerwünschten Person erklärt wurde. Diese Reise krönte er mit den Büchern South America Journey (1943) und Simon Bolivar (1951). Gleichwohl verbiss er sich anschließend wieder erfolglos in die Belletristik. Für seine beiden letzten Romanmanuskripte fand er keinen Verleger. Als er 1967 77-jährig starb, war Frank schon nahezu vergessen. Seit 1952 war er Mitglied der American Academy of Arts and Letters.
Frank hinterließ einen Sohn aus erster Ehe (1916–1924) mit Margaret Naumburg und zwei weitere Kinder aus einer zweiten Ehe mit Alma Magoon (ab 1927). Er war befreundet mit den Schriftstellern Jean Toomer und Hart Crane. Paynter schilderte den mystisch gestimmten Kulturkritiker Frank als humorlosen, dabei ausgesprochen egoistischen und geltungssüchtigen Mann, der sich nach Ruhm verzehrt habe. Zwar habe sich der 70-Jährige, auf seine ihn bitter enttäuschende „Karriere“ zurückblickend, gewissenhaft bemüht, den Gründen seines Scheiterns nachzuspüren; gleichwohl seien noch seine erst postum veröffentlichten Erinnerungen mit pathetischen Selbsttäuschungen, Zitaten aus verstaubten Pressemappen und übertriebenen Behauptungen von seiner Bedeutung gespickt. Bis zum Ende sei Größe Franks „schrecklichstes Rauschmittel“ gewesen.

## Werke
- The Unwelcome Man, Roman, 1917
- Our America, Essays, 1919
- The Dark Mother, Roman, 1920[6]
- City Block, Roman, 1922[7]
- Rahab, Roman, 1922
- Holiday, Roman, 1923[8]
- Chalk Face, Roman, 1924
- Virgin Spain: Scenes from the Spiritual Drama of a Great People, 1926
- The Re-discovery of America: An Introduction to a philosophy of American Life, 1929
- America Hispana: A Portrait and a Prospect, 1931[9]
- Dawn in Russia: The Record of a Journey[10], 1932
- The Death and Birth of David Markand, Roman, 1934
- In the American jungle, 1937
- The bridegroom cometh, 1939
- South American Journey, 1943, deutsch übersetzt von Hildegard von Barloewen: Südamerikanische Reise, Weismann, München 1951, DNB 451339398.
- The Jew in Our Day, London 1944
- The invaders, 1948
- Birth of a World: Simon Bolivar in Terms of his Peoples, 1951,
- Re-discovery of Man, 1953[11]
- Bridgehead: The Drama of Israel, 1957
- The Prophetic Island: A Portrait of Cuba, 1961[12]
- Memoirs, 1973 posthum